# Cogniauxia trilobata
Cogniauxia trilobata är en gurkväxtart som beskrevs av Célestin Alfred Cogniaux. Cogniauxia trilobata ingår i släktet Cogniauxia, och familjen gurkväxter. Inga underarter finns listade i Catalogue of Life.